# Conops badius
Conops badius är en tvåvingeart som beskrevs av Schneider 2010. Conops badius ingår i släktet Conops och familjen stekelflugor. Inga underarter finns listade i Catalogue of Life.